# Christiane Yared

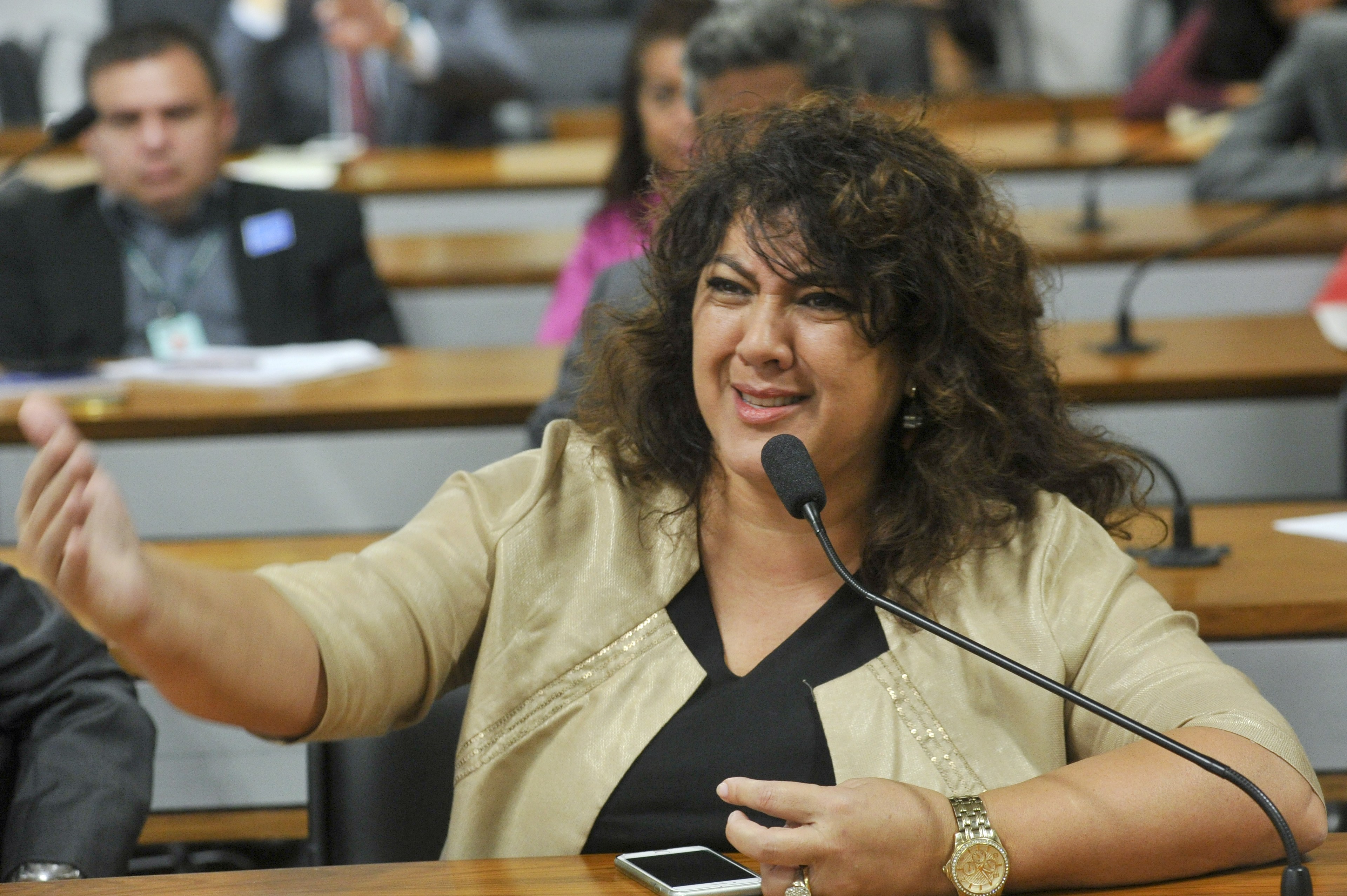
Christiane Yared im Ausschuss für Menschenrechte der Abgeordnetenkammer.

Christiane de Souza Yared (* 23. Februar 1960 in Curitiba, Paraná) ist eine brasilianische Pfarrerin, Unternehmerin und Politikerin des PL. Sie ist seit 2015 Mitglied der Abgeordnetenkammer für den Bundesstaat Paraná.

## Biografie
Sie wurde 1960 als Tochter von Althair Costa Souza und Sulamite Souza in Curitiba, der Landeshauptstadt von Paraná, geboren. Sie studierte Piano an der Escola de Música e Belas Artes do Paraná und wurde danach Unternehmerin in der Lebensmittelindustrie. Nachdem ihr Sohn im Mai 2009 in einem Autounfall starb, in dem der Staatsabgeordnete Fernando Ribas Carli Filho verwickelt war, setzte sich Yared für Straßenverkehrssicherheit ein. Sie gründete den Instituto Paz no Trânsito, die Sensibilisierungskampagnen führt und diejenigen unterstützt, die Angehörigen in Autounfälle verloren haben.
Bei der Wahl 2014 wurde Yared im Bundesstaat Paraná mit 200.144 Stimmen zur Abgeordneten der 55. Legislaturperiode (2015 bis 2019) für den Partido Trabhalista Nacional gewählt. Sie wurde bei der Wahl 2018 mit 107.636 Stimmen zur 56. Legislaturperiode (2019 bis 2023) gewählt.
Im März 2016 wechselte Yared die Partei und trat dem Partido da República (PR, heute PL) bei. Am 17. April 2016 stimmte sie für die Einleitung des Amtsenthebungsverfahrens gegen die damalige Präsidentin Dilma Rousseff. Unter der Regierung Temer stimmte sie für den PEC do Teto dos Gastos Públicos, eine Verfassungsänderung, um ein neues Steuergesetz einzuführen. Im April 2017 stimmte sie gegen die Arbeitsmarktreform 2017. Am 2. August 2017 stimmte sie für die Zulassung der Klage wegen Bestechlichkeit gegen den damaligen Präsidenten Michel Temer.
Neben ihrer politischen Karriere arbeitete Yared als Lehrerin und Unternehmerin. Sie ist auch Pfarrerin der pfingstlichen Kirche Catedral do Reino de Deus in Curitiba.